# Escola dels Annales
L'escola dels Annales (en francès: École des Annales) és un grup d'historiadors associats amb un estil d'historiografia desenvolupada per historiadors francesos al segle XX en la història social. Rep el nom de la seva revista Annales d'histoire économique et sociale, que continua sent la font principal del corrent historiogràfic, juntament amb un gran nombre de llibres i monografies. Aquesta escola ha estat molt influent a França i en nombrosos altres països, incloent-hi els Països Catalans.
Els historiadors que segueixen el corrent de la historiografia marxista en general en són hostils.
Els historiadors britànics, a banda d'uns pocs marxistes, hi varen mostrar en general una actitud també hostil. Estudiosos americans, alemanys, hindús, russos i japonesos no van fer cas de l'escola, en general. Els americans van desenvolupar la seva pròpia manera d'estudiar la "nova història social", de camins totalment diferents.
Aquesta escola s'ocupa primordialment de les èpoques medievals tardanes i l'era moderna a Europa (abans de la Revolució francesa), mostrant poc d'interès en els temes posteriors. Ha dominat la història social francesa i ha influenciat la historiografia d'Europa i d'Amèrica llatina.
Els dirigents principals en van ser Lucien Febvre (1878–1956) i Marc Bloch (1886–1944). La segona generació va estar dirigida per Fernand Braudel (1902–1985) i inclou Georges Duby (1919–1996), Pierre Goubert (1915–2012), Robert Mandrou (1921–1984), Pierre Chaunu (1923–2009), Jacques Le Goff (1924–2014) i Ernest Labrousse (1895–1988).
Institucionalment, es van basar en la revista Annales, el SEVPEN editorial, la Fundació Maison des sciences de l'homme (FMSH), i sobretot la 6a Secció de l'École Pratique des Hautes Etudes, tots a París.
Una tercera generació està dirigida per Emmanuel Le Roy Ladurie (1929–2023) i inclou Jacques Revel i Philippe Ariès (1914–1984), que es va unir al grup el 1978. La tercera generació va insistir en la història des del punt de vista de les mentalitats.
La quarta generació d'historiadors d'Annales, dirigida per Roger Chartier, clarament distanciada de l'estudi de les mentalitats, que havia caigut en desús a França en aquells moments, va substituir-ne la direcció cap a la cultural i la lingüística, alhora que fa èmfasi en l'anàlisi de la història social de les pràctiques culturals.
La presa de corrent acadèmic principal ha estat la revista fundada el 1929, Annales d'Histoire Economique et Sociale ('Annals d'història econòmica i social'), que va trencar radicalment amb la historiografia tradicional per insistir en la importància de tenir en compte tots els nivells de la societat i considerar tots els aspectes que portin a conèixer l'ésser humà en tota la seua plenitud. Va insistir, a més, en el caràcter col·lectiu de les mentalitats. Rebutjà el marxisme, i va treure importància als factors materials com a menys importants que el marc mental (Mentalités), que és considerat el nucli de les decisions.
Braudel fou l'editor d'Annales entre els anys 1956-68, seguit per Jacques Le Goff, un medievalista (que apostà per la història construïda). Tanmateix, Braudel fou succeït oficialment com a director de l'escola per Le Roy Ladurie, que va ser incapaç de mantenir un enfocament coherent en l'escola. Els estudis es varen traslladar en múltiples direccions que abasten qualsevol aspecte susceptible de ser estudiat i que s'allunyava dels aspectes més socioeconòmics i es desconnectava de les tendències de moda en els àmbits social, econòmic i cultural de diferents èpoques i diferents parts del món.
A la dècada del 1960, l'escola va tendir cap a la construcció d'una gran editorial i va esdevenir una xarxa de recerca historiogràfica en tota França, Europa i el món. Molt influenciats per la dinàmica informàtica de París i els avenços en la programació, es va fer molt d'èmfasi en les dades quantitatives, vistes com la clau per a desbloquejar la totalitat de la història social. L'estadística n'era la peça fonamental i es deia que l'historiador seria programador o no seria. Tanmateix, París va fer cas omís de la forta evolució dels estudis quantitatius que es desenvolupaven als EUA i Gran Bretanya. La remodelació econòmica, política i demogràfica en la recerca científica d'aquests països fou preeminent, mentre que França va caure darrere. Existiren intents per exigir que els Annales es publiquessin com a llibres de text per a les escoles franceses, però les demandes foren rebutjades pel govern. El 1980, el postmodernisme adquiria sensibilitats i la confiança en general dels paradigmes científics i de l'estudi social. L'escola d'Annales conserva actualment la seva infraestructura, però va perdre prestigi, la seua coherència i un cos doctrinari propi (Mentalités).

## Naixement
La revista Annales va ser fundada i editada pels historiadors francesos Marc Bloch i Lucien Febvre el 1929, mentre ells ensenyaven a la Universitat d'Estrasburg. La publicació va proposar una concepció de la investigació històrica diferent a la que hi havia això, perquè combinava la geografia, la història i els plantejaments sociològics dels Année Sociologique (dels quals molts membres eren col·legues de Bloch i Febvre a Estrasburg); a més, propugnava per una ampliació en els temes d'estudi de la Història i rebutjava l'èmfasi predominant en la política, la diplomàcia i els fets bèl·lics de molts els historiadors del segle xix des del positivisme imperant a l'Europa del moment. El culte als fets per si mateixos i la tendència a la recopilació i col·leccionisme eren rebutjades.
No obstant l'afany de renovació que buscava la revista, l'esforç dels seus editors va haver d'esperar que acabés la Segona Guerra Mundial. Bloch, membre de la Resistència francesa i jueu, va ser torturat i assassinat per membres de la Gestapo, i Febvre va continuar amb la publicació dels Annales en els anys quaranta. Durant aquests anys va ensenyar a Fernand Braudel, que es tornaria en un dels exponents més reconeguts d'aquesta escola.

## L'era Braudel, La segona generació
El treball de Fernand Braudel va definir una "segona generació" de la historiografia dels Annales, que va resultar molt influent al llarg dels anys seixanta. Braudel innovava en el camp de la història en introduir, en l'explicació dels fets històrics, les durades i ritmes històrics (la curta, la mitjana i la llarga durada) diferenciant entre estructures i conjuntures. Entre les seves obres cal destacar El Mediterrani i el món mediterrani en temps de Felip II, publicada el 1949 essent una obra d'un marcat estructuralisme.
Braudel va desenvolupar la idea, sovint junt amb els Annalistes associats, dels diferents modes del temps històric:
- La història gairebé immòbil (la història immòbil).
- La geografia històrica.
- La història de la vida social, les estructures polítiques i econòmiques (la longue durée o l'esmentada llarga durada).
- La història dels homes i esdeveniments, en el context de les seves estructures.

Després de la lectura de la seva tesi El Mediterrani i el món mediterrani en temps de Felip II el 1945, Fernand Braudel es convertirà en el màxim representant del corrent i en el més ferm candidat a dirigir els Annales per a succeir un Febvre que fins a la seva mort -el 1956- segueia essent l'intel·lectual més destacat. Va obtenir finançament de la Fundació Rockefeller a Nova York i va fundar el 6 de la secció de l'École Pratique des Hautes Etudes, que es va dedicar a l'estudi de la història i les ciències socials. El 1949 és triat com a professor al Collège de France (Col·legi de França) i en 1956 hereta les responsabilitats de Febvre. Davant la progressiva consolidació del seu poder es produeixen escissions voluntàries (Mandou, Morenze) i depuradores com la que porta a terme el 1969 sobre el comitè editorial, i imposa als seus deixebles més lleials, com Marc Ferro o Jaques Le Goff. Progressivament prendrà el control de les beques franceses i d'algunes beques internacionals, consolidant la seva hegemonia acadèmica a França i fent imperi historiogràfic i editorial recolzat sobre els satèl·lits internacionals i el mecenatge de la Fundació Rockefeller.
La metodologia que ofereix Fernand Braudel per refermar els sistemes proposats per Febvre es va fonamentar en la integració de l'espai i la geopolítica en el discurs històric; a partir de la qual cosa configura un discurs funcionalista en el qual el paper de l'individu és reduït al mínim possible. En aquest sentit, si volem comprendre el pensament de Braudel hem de centrar-nos en les seves dues obres fonamentals, El Mediterrani i el món mediterrani en temps de Felip II i Civilització material, economia i capitalisme (XVI-XVIII).
Els historiadors d'Annales, després de viure dues guerres mundials i les increïbles convulsions polítiques a França, es van sentir profundament incòmodes amb la noció de múltiples ruptures i discontinuïtats creades per la història. Preferien posar èmfasi, a partir d'aleshores, en la inèrcia i la longue durée. Es va prestar especial atenció a la geografia, el clima i la demografia com a llarg termini factors. Es creu que la continuïtat de les estructures més profundes són fonamentals per a la història, que juntament amb trastorns en les institucions o la superestructura de la vida social eren de poca importància, ja que la història es troba fora de l'abast conscient dels actors, sobretot la voluntat dels revolucionaris. Rebutjaren, a més la idea marxista que la història ha de ser utilitzada com una eina per fomentar i promoure revolucions, que alhora els va valdre les crítiques dels marxistes que els consideraven conservadors.
Per Alain Guerreau, Braudel proporciona una sortida a la difícil situació de l'abandonament de la teoria històrica amb la seva fórmula del motor de tres temps. En El Mediterrani, Braudel va idear una estructura doctrina caracteritzada pels seus diferents ritmes d'evolució. En la seva base se situaria la geohistoria, la relació de l'home amb el medi que l'envolta. Després, l'estructura social dels destins col·lectius i moviments de conjunt, subdividida en economies, imperis, civilitzacions, societats i formes de guerra. Per acabar, Braudel situa a els esdeveniments, la política i els homes com l'escuma de les onades que xoquen contra la roca de les estructures. El problema d'aquesta estructuració ve pel fet de crear un esquema holista en el qual no trobem relació causal entre les parts en què es divideix. En emmarcar tot en una explicació determinista, aquesta historiografia a penes aporta dades de la transició del feudalisme al capitalisme.
D'altra banda, el 1979 publicaria Civilització material, economia i capitalisme (XVI-XVIII). En aquesta obra, Braudel faria una renovació metodològica, en gran part influenciada per les teories de Inmanuel Wallerstein. Aquí, Braudel va estructurar l'obra amb relació a la diversa caracterització de les activitats econòmiques, encara que ho siga fent des d'un esquema tripartit. Aquesta divisió es va caracteritzar per la base o civilització material, on se situa tota l'activitat de base que escapa al mercat, l'economia pròpiament dita, que analitza des de la perspectiva de la competència perfecta i la regularitat del mercat, i un tercer àmbit on actua el joc de les jerarquies socials actives, el monopoli i el privilegi, que per Braudel és el d'un capitalisme que escapa a les regles del mercat i que és sinònim d'especulació. Al centrar-se en les relacions socials des de l'àmbit mercantil, ignora les relacions de jerarquia i vassallatge, que comporta un desplaçament de la seva anàlisi les relacions d'explotació.
D'aquesta manera, Fernand Braudel assumeix la tasca d'aportar coherència a l'herència funcionalista de Febvre assumint l'inevitable ús de les estructures. Malgrat això, Annales va mantenir en aquesta època el rigor i l'exigència que l'havia caracteritzat. Quan arribi el trànsit a la tercera generació es demostraran els riscos de l'abandonament de la teoria històrica i es produirà el que François Dosso ha anomenat el desmoronamnent.

## La tercera generació
En iniciar la dècada dels setanta Braudel es retira d'Annales per discrepàncies internes. Amb la seva sortida, es distingeix a una tercera generació que es caracteritza per la seva heterogeneïtat, doncs no hi ha consens metodològic, polític ni intel·lectual. No obstant això, alguns trets es poden remarcar: l'increment de la presència acadèmica i social i l'interès per estudiar la cultura. Les seves fonts d'inspiració són Lucien Febvre, Michelet i Michel Foucault.
Aquests historiadors van donar a llum el 1978 a Nova Història de Jacques Le Goff i Pierre Nora, per no parlar de Philippe Aries i Michel Vovelle, en l'àmbit de l'arqueologia també pot incloure Jean-Marie Peseu. Encapçalats per Jacques Le Goff i Pierre Nora, van inventar dur a terme, la Nova Història, per classificar la seva pròpia producció, en un intent de marcar la novetat historiogràfica que suposaven. Segons Le Goff, la Nova Història neix per respondre a noves preguntes a un públic més ampli, interioritzant els mètodes de l'antropologia. Ara apareix l'interès per l'esdeveniment, per la història política, per la història de les mentalitats on hi poderm destacar George Duby i de les representacions, per la història total (Pierre Vilar).
Els historiadors dels Annales en la dècada de 1970 i 1980 es va dirigir a les regions urbanes, incloses Pierre Deyon (Amiens), Maurice Jardí (Lyon), Jean-Pierre Bardet (Rouen), Georges Frechen (Toulouse), i Jean-Claude Perrot (Caen). En el decenni de 1970 el canvi estava en marxa. Abans de la història econòmica de la història cultural i la història de les mentalitats. Van rebre crítiques per la seva fragmentació i incoherència, és a dir, la multiplicació desordenada dels objectes d'investigació. No foren capaços d'estructurar un cos teòric propi que els agrupés i consolidés un estil propi d'estudi. A més a més, la seua tendència a estudiar qualsevol camp de la història els portà a fer-ho de qualsevol manera i sense posar filtres i fer una anàlisi científica i crítica dels treballs que es duien a terme dins els Annales.

## La quarta generació: El gir crític
En aquest context de crisi Lepetit, secretari de la publicació, llança una editorial a la primavera del 1988 anunciant un nou gir de caràcter crític sobre la línia que s'estava seguint en aquell moment. Actualment, l'historiador Roger Chartier és reconegut com el més important representant de la quarta generació delsAnnales.
El líder de la quarta generació fou Roger Chartier, qui és Director d'Estudis en l'École des Hautes Études en Sciences Sociales de París, professor al Collège de France, i professor convidat d'Annenberg d'Història a la Universitat de Pennsylvania. Sovint fa conferències i ensenya als Estats Units, Espanya, Mèxic, Brasil i Argentina. La seva primera obra d'història és sobre l'Europa moderna I se centra en la història de l'educació, la història del llibre i la història de la lectura. Recentment, s'ha preocupat de la relació entre la cultura escrita en el seu conjunt i la literatura (en particular, la producció teatral) de França, Anglaterra i Espanya. El seu treball en aquest camp està busca una major anàlisi historiogràfica i metodològica sobre les connexions que hi ha entre els interessos de la història i altres disciplines com la filosofia, sociologia, antropologia.
Els estudis de Chartier es dediquen a la fabricació, la refundació, la difusió i lectura de textos a principis de l'Europa moderna i Amèrica. Sota el títol de pràctiques, fa classes de com llegir i marcat els seus llibres, les formes de prendre notes, i la interrelació entre la lectura i la producció d'un nou text en l'escriptura d'una còpia, a més de la traducció. Sota el títol de materials, la seva classe examina les relacions entre les diferents classes d'escriptura segons el suport (inclosos els de pedra, cera, pergamí, paper, parets, tèxtils, el cos i el cor), escriure (incloent estils, bolígrafs, llapis, Agulles, i raspalls), formes i materials (inclosos els pergamins, quadres esborrables, còdexs, i broadsides impresos i llibres). Sota el títol de llocs, explora la seva classe on es van fer els textos, llegir i escoltar, inclosos els monestirs, escoles i universitats, les oficines de l'Estat, les botigues dels comerciants i llibreters, impremtes, teatres, biblioteques, estudis, i armaris. Els textos per al seu curs inclouen la Bíblia, la traducció d'Ovidi, Hamlet, el Quixot de la Manxa, assajos de Montaigne, el diari de Pepys, de la Pamela de Richardson, i de l'autobiografia de Franklin.

## Impacte fora de França
La historiografia espanyola va ser influenciada per l'Escola d'Annales començant l'any 1950 amb Jaume Vicens Vives (1910–1960).
L'escola d'Annales va tenir sistemàticament, un impacte important en altres països. És molt variat èxit. L'enfocament dels Annales va ser especialment ben rebut a Itàlia i Polònia. Franciszek Bujak (1875-1953) i Jan Rutkowski (1886-1949), els fundadors de la història moderna econòmica a Polònia i de la revista Rocznik Dziejów Spolecznych i gospodarczych (1931 -), van ser atrets per les innovacions de l'escola d'Annales. Rutkowski estava en contacte amb Bloch i d'altres autors. Després de la dècada dels 40 van ser molts estudiosos polonesos els que varen produir els treball més sòlids sobre l'Edat Mitjana i començaments de l'era moderna, en lloc de la història contemporània. Després que l'octubre de 1956 la Sisena Secció a París acollís als polonesos amb gran entusiasme, els historiadors i els intercanvis entre el cercle de la revista Annals polonès i estudiosos va continuar fins a principis del decenni del 1980. La influència recíproca entre la historiografia francesa i polonesa va ser evident en els estudis sobre l'Edat Mitjana i començaments de l'era moderna. molt estudiat per Braudel.
A Amèrica del Sud la revista Annals es va convertir en molt popular. Des de la dècada dels 50, Federico Brito Figueroa va ser el fundador d'una nova historiografia veneçolana basa en gran manera en les idees de l'Escola dels Annales. Brito Figueroa va portar la seva concepció del camp a tots els nivells d'estudis universitaris, fent èmfasi en un enfocament científic i sistemàtic a la història col·locant directament en el centre les ciències socials.

## Obres historiogràfiques dels membres delsAnnales
- Marc Bloch, Introducció a la Història.
- Lucien Febvre, Combat per la Història.
- Jacques Le Goff, L'ordre de la Memòria.
- Fernand Braudel, Història i Ciències Socials. La llarga durada (en Annales, Octubre-Novembre 1958)
- Fernand Braudel, El Mediterrani i el món mediterrani en temps de Felip II.

### Llibres i assajos principals
- Ariès, Philippe et al. eds, A History of Private Life (5 vols. 1987–94)
- (francès) Bloch, Marc. Les Rois Thaumaturges (1924), translated as The Royal Touch: Monarchy and Miracles in France and England (1990)
- Bloch, Marc. Feudal Society: Vol 1: The Growth and Ties of Dependence (1989); Feudal Society: Vol 2: Social Classes and Political Organisation(1989) excerpt and text search
- Bloch, Marc. French Rural History an Essay on Its Basic Characteristics (1972)
- (francès) Braudel, Fernand. La Méditerranée et le Monde Méditerranéen à l'Epoque de Philippe II (1949) (translated as The Mediterranean and the Mediterranean World in the Age of Philip II excerpt and text search vol. 1)
- (francès) Braudel, Fernand. Civilisation Matérielle, Economie et Capitalisme XVe–XVIIIe Siècle (3 vol. 1979) (translated as Capitalism and Material Life; excerpt and text search vol. 1; excerpt and text search vol 3)
- Burguière, André, and Jacques Revel. Histoire de la France (1989), textbook
- Chartier, Roger. Inscription and Erasure: Literature and Written Culture from the Eleventh to the Eighteenth Century (2007) excerpt and text search
- Earle, P., ed. Essays in European Economic History, 1500–1800, (1974), translated articles from Annales
- Ferro, Marc, ed. Social Historians in Contemporary France: Essays from "Annales", (1972)
- Goubert, Pierre. The French Peasantry in the Seventeenth Century (1986) excerpt and text search
- Goubert, Pierre. The Ancien Régime, 1600–1750 (1974)
- Le Roy Ladurie, Emmanuel. Montaillou: Cathars and Catholics in a French Village, 1294–1324 (1978) excerpt and text search
- Le Roy Ladurie, Emmanuel. The Peasants of Languedoc (1966; English translation 1974) search
- Hunt, Lynn, and Jacques Revel (eds). Histories: French Constructions of the Past. The New Press. 1994. (A collection of 64 essays with many pieces from the Annales—the long introduction is excellent, and contains many good references).

### Historiografia d'aquesta escola
- (francès) Bloch, Marc. Méthodologie Historique (1988); originally conceived in 1906 but not published until 1988; revised in 1996
- (francès) Bloch, Marc. Apologie pour l'histoire ou Métier d'historien (1949), translated as The Historian's Craft (1953) excerpt of 1992 introduction by Peter Burke (historian), and text search
- (francès) Braudel, Fernand. Ecrits sur l'histoire (1969), reprinted essays; translated as On History, (1980) excerpt and text search
- (francès) Braudel, Fernand. "Histoire et Science Sociale: La Longue Durée" (1958) Annales E.S.C., 13:4 October–December 1958, 725–753
- Braudel, Fernand. "Personal Testimony." Journal of Modern History 1972 44(4): 448–467. Issn: 0022-2801 in JSTOR
- Burke, Peter, ed. A New Kind of History From the Writings of Lucien Febvre, (1973)
- Duby, Georges. History Continues, (1991, translated 1994)
- Febvre, Lucien. A New Kind of History: From the Writings of Lucien Febvre ed. by Peter Burke (1973) translated articles from Annales
- Le Roy Ladurie, Emmanuel. The Mind and Method of the Historian (1981)
- Le Roy Ladurie, Emmanuel. The Territory of the Historian (1979)
- Le Goff, Jacques and Paul Archambault. "An Interview with Jacques Le Goff." Historical Reflections 1995 21(1): 155–185. ISSN 0315-7997
- Le Goff, Jacques, History and Memory' (1996) excerpt and text search
- Revel, Jacques, and Lynn Hunt, eds. Histories: French Constructions of the Past, (1995). 654pp
- Revel, Jacques, ed. Political Uses of the Past: The Recent Mediterranean Experiences (2002) excerpt and text search
- Vovelle, M. Ideologies and Mentalities (1990)